# Tom Leeb
Tom Leeb (París, 21 de març del 1989) és un cantant i comediant francés.
Tom és fill de Michel Leeb, cantant i actor nascut a Colònia. La seva germana Fanny Leeb també és cantant. Va estudiar durant cinc anys teatre, cinematografia i cant a Nova York. També va tenir un paper a la versió de teatre de la pel·lícula Mrs. Doubtfire i va estar a diversos programes de televisió francesos. Va formar un duo de comediants amb Kevin Levy. També va estar al voorprogramma de cantants com Sting i Tom Jones. El setembre del 2019 va sortir el seu primer àlbum, Recollection.
Al principi del 2020 va ser elegit internament per representar França al Festival de la Cançó d'Eurovisió 2020 que, en cas de no haver sigut cancel·lat per la pandèmia per coronavirus de 2019-2020, s'hauria celebrat a la ciutat neerlandesa de Rotterdam.

## Televisió
- 2013 - 2014  : Sous le soleil de Saint-Tropez  : Tom Drancourt (seasons 1 and 2)
- 2014  : Section de recherches  : David Bréand (season 8, episode 9 : Cyrano)
- 2018  : Nina  : Anto (season 4, episode 4 : D'abord ne pas nuire)
- 2020 : “Infidèle” Saison 2 TF1 - Gabriel
- 2021 : “Plan B” saison 1 TF1 - Manu

## Cinema
- 2013  : Paroles by Véronique Mucret Rouveyrollis
- 2014  : My Summer in Provence (French : Avis de mistral) by Rose Bosch : Tiago
- 2017  : Jour-J by Reem Kherici : Gabriel
- 2017  : Overdrive by Antonio Negret : the American tourist n°2
- 2017  : Mon poussin by Frédéric Forestier : Romain
- 2017  : Papillon by Michael Noer : lawyer Dega
- 2017  : The New Adventures of Cinderella (French : Les Nouvelles Aventures de Cendrillon) by Lionel Steketee : the dwarf Relou
- 2019  : Edmond by Alexis Michalik : Leo Volny
- 2020  : C'est la vie of Julien Rambaldi : Jérôme
- 2021  : Pourris gâtés by Nicolas Cuche
- 2021 : 8, Rue de L'Humanité by Dany Boon - Sam (Netflix)
- 2021 : Pierre & Jeanne by Clémentine Célarié - Paul (Basat en una novel·la de Guy de Maupassant)

## Discografia
- Àlbums d'estudi

| Title         | Details                                                                                         |
| ------------- | ----------------------------------------------------------------------------------------------- |
| Recollection  | - Released: 20 setembre 2019 - Label: Cristal Groupe, Roy Music - Formats: Digital download, CD |
| Silver Lining | - Released: 25 setembre 2020 - Label: Cristal Groupe, Roy Music - Formats: Digital download, CD |